# 大矢省三
大矢 省三（おおや しょうぞう、1893年3月1日 - 1962年1月19日）は、日本の政治家。衆議院議員（8期）。

## 経歴
1893年三重県志摩郡（後の阿児町、現志摩市）生まれ。1912年、大阪府に転居。大阪府立西野田職工学校卒業。
1926年、社会民衆党入党。1929年、大阪市会議員に此花区選挙区から当選。1945年、日本社会党結成に参加
1946年、第22回衆議院議員総選挙大阪府1区初当選。以後連続8期務める。
1948年、芦田内閣労働政務次官。1955年、衆議院地方行政委員長。1960年、民主社会党（後の民社党）結成に参加。1962年1月19日、衆議院議員在任中に大阪府大阪市の大阪市立桃山病院において死去、68歳。死没日をもって勲二等旭日重光章追贈、正四位に叙される。翌2月、中山マサによって追悼演説が行われる。

## 役職
- 日本社会党中央執行委員
- 日本社会党代議士会長

## 家族
- 長男 - 大矢卓史（衆議院議員）